# Ichiei Ishibumi
Ichiei Ishibumi (石踏 一榮 Ishibumi Ichiei?, nacido en 1981, Chiba) es un novelista japonés conocido por su serie de novelas ligeras High School DxD.

## Biografía
En 2004 publicó cosas poco importantes Fantasia Chōhen Shōsetsu Taishō en la 17.ª edición. Con su primera serialización en 2007 y su segundo trabajo sería "SLASH/DOG" que se empezó a publicar ese mismo año. "High School DxD", fue su tercera obra, la cual se inició en 2008 y lleva publicándose hasta la actualidad.

## Trabajos
Novelas ligeras
- Denpachi DENPACHI Publicado el 20 de enero de 2006,[1] ISBN 978-4-8291-1788-0
- SLASH/DOG: Publicado el 19 de agosto de 2006,[2] ISBN 978-4-8291-1849-8
- High School DxD:

| Volumen              | Fecha de publicación                             | ISBN                                                                               |
| -------------------- | ------------------------------------------------ | ---------------------------------------------------------------------------------- |
| High School DxD 1    | 20 de septiembre de 2008                         | ISBN 978-4-8291-3326-2                                                             |
| High School DxD 2    | 20 de diciembre de 2008                          | ISBN 978-4-8291-3358-3                                                             |
| High School DxD 3    | 20 de abril de 2009                              | ISBN 978-4-8291-3391-0                                                             |
| High School DxD 4    | 19 de septiembre de 2009                         | ISBN 978-4-8291-3427-6                                                             |
| High School DxD 5    | 19 de diciembre de 2009                          | ISBN 978-4-8291-3470-2                                                             |
| High School DxD 6    | 20 de marzo de 2010                              | ISBN 978-4-8291-3500-6                                                             |
| High School DxD 7    | 17 de julio de 2010                              | ISBN 978-4-8291-3540-2                                                             |
| High School DxD 8    | 18 de diciembre de 2010                          | ISBN 978-4-8291-3593-8                                                             |
| High School DxD 9    | 20 de abril de 2011                              | ISBN 978-4-8291-3628-7                                                             |
| High School DxD 10   | 17 de septiembre de 2011                         | ISBN 978-4-8291-3677-5                                                             |
| High School DxD 11   | 20 de enero de 2012                              | ISBN 978-4-8291-3720-8                                                             |
| High School DxD 12   | 20 de abril de 2012                              | ISBN 978-4-8291-3749-9                                                             |
| High School DxD 13   | 6 de septiembre de 2012 20 de septiembre de 2012 | ISBN 978-4-8291-9767-7 (edición limitada) ISBN 978-4-8291-3798-7 (edición regular) |
| High School DxD 14   | 19 de enero de 2013                              | ISBN 978-4-8291-3845-8                                                             |
| High School DxD 15   | 31 de marzo de 2013 29 de junio de 2013          | ISBN 978-4-8291-9768-4 (edición limitada) ISBN 978-4-8291-3898-4 (edición regular) |
| High School DxD 16   | 19 de octubre de 2013 de 2013                    | ISBN 978-4-0471-2912-2                                                             |
| High School DxD 17   | 20 de febrero de 2014                            | ISBN 978-4-0407-0031-1                                                             |
| High School DxD 18   | 20 de junio de 2014                              | ISBN 978-4-0407-0127-1                                                             |
| High School DxD 19   | 20 de noviembre de 2014                          | ISBN 978-4-0407-0146-2                                                             |
| High School DxD 20   | 15 de julio de 2015                              | ISBN 978-4-0407-0665-8                                                             |
| High School DxD DX.1 | 10 de marzo de 2015 20 de marzo de 2015          | ISBN 978-4-0407-0312-1 (edición limitada) ISBN 978-4-0407-0332-9 (edición regular) |
| High School DxD DX.2 | 9 de diciembre de 2015 19 de diciembre de 2015   | ISBN 978-4-0407-0402-9 (edición limitada) ISBN 978-4-0407-0379-4 (edición regular) |